# Prioniturus platenae
Il codaracchetta testablu (Prioniturus platenae) è un uccello della famiglia degli Psittaculidi, endemico delle Filippine.